# 2019 VB37
2019 VB37 ist ein Asteroid, der zu den Erdnahen Asteroiden (Apollo-Typ) zählt und am 1. November 2019 von Pan-STARRS, Haleakalā (IAU-Code F51) entdeckt wurde. Der Asteroid wird (Stand: 21. Februar 2025) auf der NEO Risk List mit einer kumulativen Einschlagswahrscheinlichkeit von 1 zu 17513 in den Jahren 2041 bis 2088 geführt. Der Durchmesser des Asteroids wird auf etwa 30 bis 80 Meter geschätzt. 